# Rai 3 Südtirol
Rai 3 Südtirol è un canale televisivo in lingua tedesca e lingua ladina realizzato da Rai Südtirol per la minoranza di lingua tedesca e ladina presente nella Provincia di Bolzano. Fino al 3 marzo 2014 il canale era chiamato Rai S-BZ e fino al 5 marzo Rai Südtirol.

## Storia
Con la nascita della Terza Rete televisiva (l'attuale Rai 3) nel 1979 venne creata la “rete bis” (ossia un quarto canale che ripete Rai 3 nei momenti in cui il Sender Bozen non trasmette), per permettere la diffusione del programma tedesco locale senza oscurare quello italiano nazionale. Anche per quel che riguarda il programma radiofonico, la struttura trasmette su una frequenza dedicata, che nei momenti di pausa delle trasmissioni ripete Rai Radio 3.

## Notiziari principali
- Tagesschau
- TRaiL